# بیلیارد

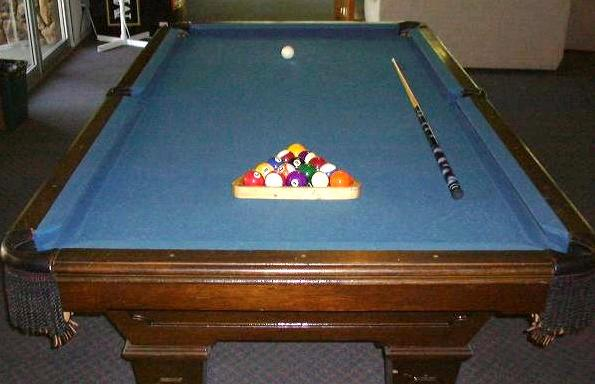
میز بازی بیلیارد

بیلیارد نوعی بازی ۲ نفره است که در فضای سرپوشیده در میزی مستطیلی پوشیده با ماهوت با ۳ یا ۱۵ گوی و میله‌ای چوبی بازی می‌شود.
بیلیارد در ایران با روشی مأخوذ از روسیه بازی می‌شود. هر یک از گوی‌ها را شار (معادل کلمه گوی در زبان روسی) خوانند. تاریخ اختراع بیلیارد معلوم نیست. در فرانسه نوعی بیلیارد در قرن ۱۶ میلادی رواج داشت، و پیش از آن هم بازی شبیه آن معمول بود. در انگلستان بیلیارد در زمان شکسپیر رایج بود.
این ورزش در ابتدا در فضای باز انجام می‌شد اما پس از مدتی به مکان‌های سربسته بر روی میز پوشیده از پارچه سبز که شبیه به چمن بود تغییر مکان یافت.

## روش بازی
ابتدا با ضربه زدن به توپ سفید به سمت مثلث توپ‌های رنگی، بازی را می‌شکنیم و در اصطلاح با ایجاد بریک بازی بیلیارد را آغاز می‌کنیم. پس از این ضربه ۲ حالت پیش می‌آید: اول اینکه هیچ توپی وارد حفره‌های میز نشود؛ بنابراین بازی به حریف سپرده خواهد شد. دوم اینکه یکی از توپ‌ها وارد حفره‌ها شود؛ که در این حالت بازی در دست شما قرار می‌گیرد. در این حالت شما باید یک توپ رنگی به غیر از شماره ۸ را ضربه بزنید و اولین توپی که بعد از بریک وارد حفره شده باشد تعیین می‌کند که شما دو رنگ هستید یا تک‌رنگ (۱–۷ تک‌رنگ، ۹–۱۵ دورنگ)؛ بعد از تعیین شما باید تمام توپ‌های تعیین شده را وارد حفره‌ای کنید که از قبل ضربه مشخص کرده‌اید و در نهایت توپ شماره ۸ نیز با تعیین حفره هدف پیش از ضربه انجام می‌شود. هدف این است که ابتدا توپ‌های رنگی را وارد حفره کنید و پس از اتمام آن‌ها، توپ شماره هشت (ایت بال) را وارد حفره کنید. و فردی که در انتها اِیت‌بال را وارد حفره کند برنده است.

## انواع
این ورزش بر اساس دسته‌بندی فدراسیون جهانی به دو رشته زیر تقسیم‌بندی می‌شود.
- پاکت بیلیارد (pocket billiard)
- اسنوکر (snooker)

## در ایران
ورزش بیلیارد توسط روس و انگلیسی‌ها به ایران وارد شد. تا پیش از سال ۱۳۴۲ بیلیارد تنها توسط افراد به خصوصی مانند بازنشستگان ارتش، هنرمندان و نظامیان انجام می‌گرفت اما از آن سال به بعد این بازی در مکان‌های عمومی مختلف مانند کلوپ‌های ورزشی راه پیدا کرده و به عمومیت رسید. این ورزش بعد از انقلاب ۱۳۵۷ مورد تحریم روحانیون شیعه و همچنین آیت الله خمینی قرار گرفت و به عنوان نماد حکومت شاهنشاهی و تجملات حرام و ممنوع اعلام شد و سازندگان و فروشندگان تجهیزات آن مورد تعقیب قرار گرفتند.
این ورزش در سال ۱۳۸۰ و با تأسیس فدراسیون بولینگ و بیلیارد جمهوری اسلامی ایران رسمیت پیدا کرد و چند سالی است که در ایران به صورت همگانی درآمده است.